# Національна організація сліпих Іспанії
Національна організація сліпих Іспанії (ісп. Organización Nacional de Ciegos Españoles або ONCE) — це некомерційна соціальна корпорація, основною метою якої є покращення якості життя незрячих людей, людей із вадами зору та людей з обмеженими можливостями по всій Іспанії.
Компанія має 72,231 працівників (станом на 31 грудня 2019 року), з них у 87 % — люди з важкими вадами зору і 13 % повністю сліпих.
Це дуже активна організація, яка бере участь у різних національних та міжнародних форумах з питань сліпоти та інвалідності, а також просуває різні ініціативи. Є членом-засновником Іспанського комітету представників людей з інвалідністю (CERMI).
Компанія має державний дозвіл на проведення азартних ігор, що дозволяє їй фінансувати соціальну роботу та створювати робочі місця для своїх членів.

## Історія ONCE

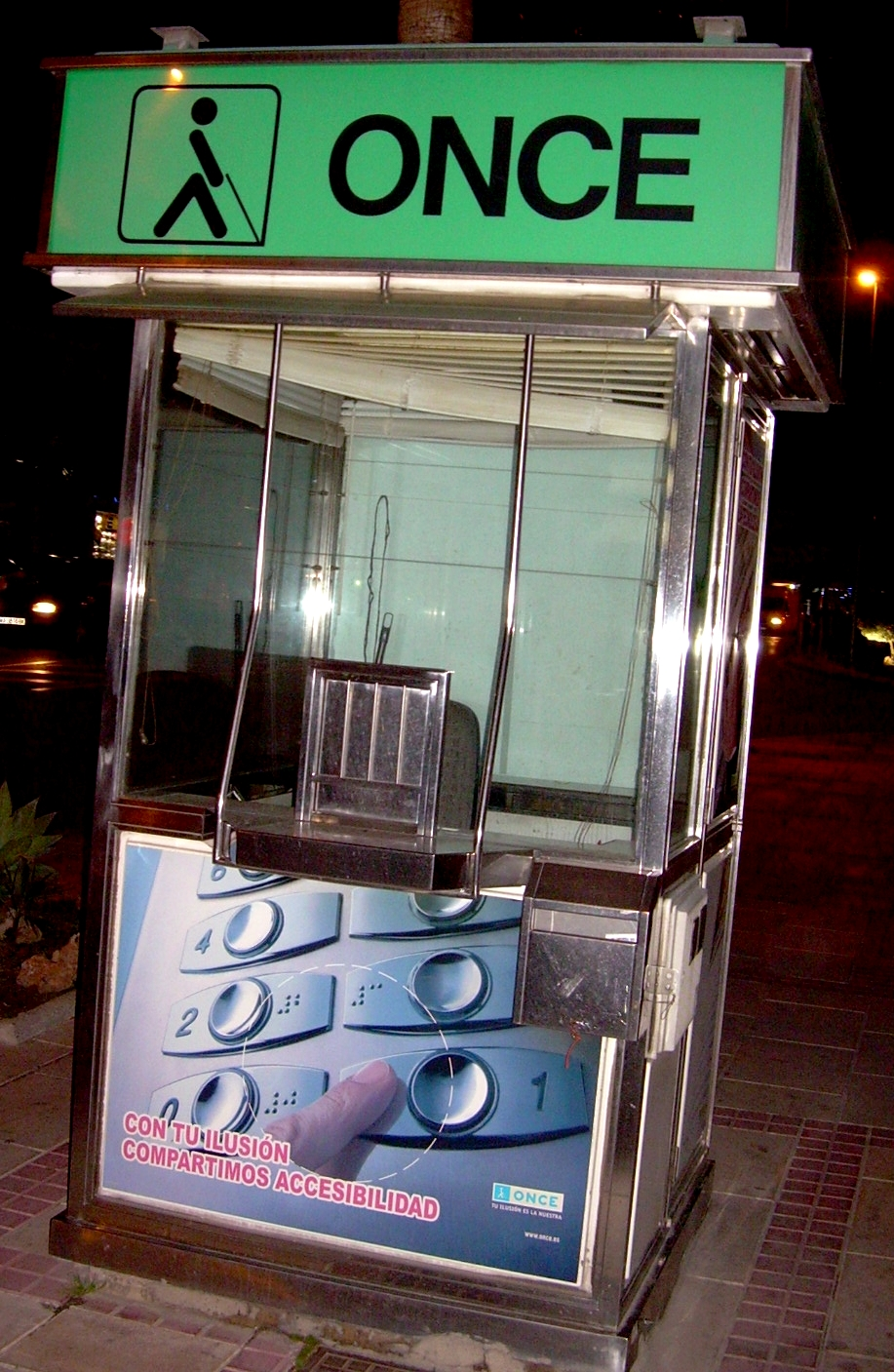
Кіоск в Альгаурін-де-ла-Торре, Андалусія

На початку 20 століття в Іспанії з'явилися перші вуличні лотереї, організовані асоціаціями незрячих, які до того часу були здебільшого приречені на жебрацтво. Незважаючи на те, що вони були незаконними, з 1930-х років ці місцеві розіграші поширювались по різних містах, особливо в Леванте, Каталонії та Андалусії. Асоціацію Cecs de Catalonia було створено 1934 року Роком Боронатом, що згодом став уповноваженим з питань благодійності міської ради Барселони. Іншими прикладами є Товариство взаємодопомоги та захисту сліпих Кадіса (засноване Антоніо Кальво Гарсією, Альфредо Ромеро Кантеро, Мануель Мера Гаго, Еміліо Гарсія Рінкон і Васкес, Сільверіо де ла Паскуа і Діас де ла Серна, Артуро Осіель Беназулі і Мануель Муньос Гарсія), Centro Instructivo y Protector de Ciegos de Granada (засноване Хосе Рекуерда Рубіо) та Севільська асоціація La Hispalense.
Першою спробою створити організацію на національному рівні була Латиноамериканська федерація сліпих, яку створив 1930 року Хосе Езкерра. 1931 року створили Національну раду захисту сліпих, державний орган.
1937 року, в розпал громадянської війни в Іспанії, Хав'єр Гутьеррес де Товар, президент La Hispalense sevillana, створив Федерацію сліпих Бетики, яка об'єднала місцеві асоціації Андалусії та Естремадури і прагнула стати основою національної федерації. У той же час у Бургосі, де діяв національний уряд фалангістів, група сліпих (очолювані Фернандо Мартінес-Бургос, Примітіво Перес та Маріано Ортега) почали працювати над відновленням Ради сліпих, яка не діяла з початку війни. У січні 1938 року Делегація Бетицької федерації зустрлася з групою з Бургосу. Вони погодились створити національну організацію сліпих, відмовившись від благодійної моделі Ради (щоденна пенсія у розмірі шість песет для сліпих, що виплачувалася державними адміністраціями) на користь пропозиції Гутьерреса де Товара, захисника економічної автономії незрячим людям через продаж лотерейних купонів.
Після цієї угоди 25 серпня 1938 р. на конгресі Іспанської асоціації розвитку наук, що відбувся в Сантандері, Гутьєррес де Товар виступив з доповіддю на захист тифлології та створення національної організації для незрячих до соціальної інтеграції незрячих. Наступного дня він представив її уряду, отримавши підтримку генерального директора з питань благодійності Хав'єра Мартінеса де Бедоя та міністра внутрішніх справ Рамона Серрано Суньєра. 4 грудня наказом міністрів було розпущено Національну колегію захисту сліпих. 11 грудня Серрано Суньєр представив проект створення Національної організації для сліпих (ONC) Раді міністрів, де він був затверджений. 13 грудня 1938 р., На свято Санта-Лусія (покровителька сліпих), Франциско Франко підписав указ про заснування ОНК.
Тим же указом було засновано створення Вищої ради сліпих — органу, який залежить від держави і керується провидцями, який протягом усієї диктатури Франко захищав ОНК, управляючи її економічними ресурсами, затверджуючи її плани та призначаючи його національним главою, будучи Гутьєрресом де Товар перший обраний на цю посаду.
1939 року було затверджено положення про ONC, яке дозволяло участь у державній монополії азартних ігор шляхом комерціалізації «купонів для сліпих» як «виняткової та ексклюзивної форми доходу для незрячих людей, які не можуть працювати в інших місцях». Перше жеребкування відбулося в Мадриді 8 травня 1939 року. У наступні роки ОНК розпочав процес інтеграції різних місцевих асоціацій.

### ONCE під час диктатури
У 1940-х роках ONCE відкрив перші школи для сліпих та сприяв залученню робочої сили шляхом створення кондитерських фабрик та промислових цехів. Розбіжності Гутьєрреса де Товара з Вищою радою сліпих призвели до його звільнення 1948 року. Його тимчасово замінив Беніто Герміда, єдиний провидець на чолі організації за всю її історію, а в 1949 р. Хосе Езкерра був призначений національним керівником. Він обіймав посаду протягом десяти років, роблячи ставку на взаємну модель, що призвело до закриття заводів, відкритих на попередньому етапі. 1952 року до назви організації було додано літеру E (espanol — іспанська).
Включення робочої сили сліпих, окрім продажу купонів, стало однією з пріоритетних цілей ONCE з 1960-х років, керівником компанії був Ігнасіо де Сатрустегі. Для цього були створені центри професійного навчання та професійні майстерні. Кульмінацією цього процесу стало створення Школи фізіотерапії (1964), Школи телефонії (1966) та Центру реабілітації та професійної підготовки (1966). Одночасно на цьому етапі пропагували бібліотеки та брайлівські принтери та аудіокнигу.

### Демократизація та зростання
Наприкінці Диктатури організація почала процес демократизації та самоврядування, керований новою групою молодих профспілкових діячів, яка завершилася 19 січня 1982 р., проведенням перших виборів серед членів. Антоніо Вісенте Москете був першим демократично обраним президентом компанії. У наступні роки було проведено важливий процес модернізації та демократизації ONCE, який зблагодійної організації перетворився на сервісну установу. Ця ділова ініціатива, розпочата 2 січня 1984 року, набула великої популярності, збільшивши продаж купонів на 300 % На наступних виборах, 1986 року, Вісенте було переобрано, але цього разу його група отримала абсолютну більшість. Мігель Дуран приєднався до цього другого законодавчого органу до Генеральної дирекції ONCE. Тоді розпочався етап, позначений двома подіями. Перша — передчасна смерть Москета Антоніо Вісенте. Другий — гучний комерційний успіх «купонних лотерей», що дозволив компанії примножити доходи.

У 2000-х продажі купонів поступово знижувались. Ця ситуація змусила ONCE представити на ринку нові ігри. У 2004 було створено запустив El Combo, першу активну гру, а 2006 року — El Rasca, першу миттєву лотерею. Після припинення продажу європейської лотереї Euromillions (керованої державою), у 2012 року почався ексклюзивний продаж в Іспанії головного конкурента цієї лотереї — Eurojackpot.

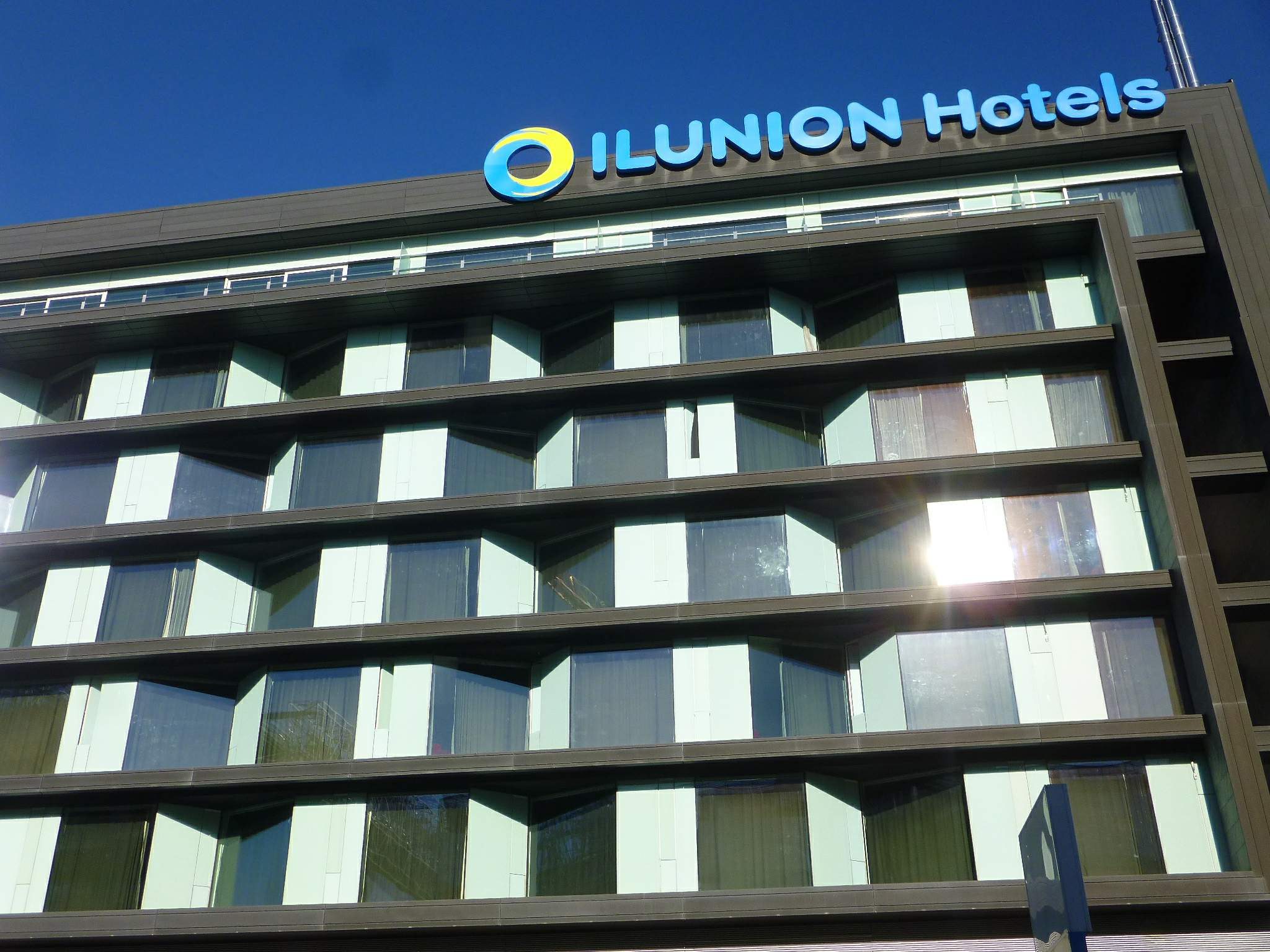
Готель ILUNION Atrium, в Мадриді

2013 року ONCE отримала премію Принца Астурійського з Конкордії за її діяльність у соціальній інтеграції людей з обмеженими можливостями. 2 травня 2018 року ONCE отримала великий хрест ордена. 2020 року ONCE було акредитовано Почесним послом бренду «Соціальна дія» в Іспанії за значний внесок у формування та зміцнення позитивного іміджу Іспанії за кордоном.

### ILUNION
ILUNION — це група компаній ONCE та Фонду ONCE, які мають 47,5 та 52,5 % акцій відповідно. Її було створено в листопаді 2014 року в результаті об'єднання бізнес-груп, що належать до ONCE та її Фонду, CEOSA та Grupo Fundosa, відповідно.